# Криль, Аннелин
Аннелин Криль (иногда описывается как Аннелина Криэль; англ. Anneline Kriel; род. 28 июля 1955, Эмалахлени, Мпумаланга) — южноафриканская актриса

, фотомодель и королева красоты. В 1974 году Криэль выиграла конкурс «Мисс Южная Африка» и в том же году, после быстрой отставки победительницы конкурса «Мисс мира 1974» Хелен Элизабет Морган из Великобритании, Криэль была объявлена победительницей. Она вторая южноафриканка, получившая титул Мисс Мира после Пенелопы Кёлен в 1958 году. С тех пор она работала моделью и актрисой.

## Биография
Аннелин Криль родилась 28 июля 1955 года в Эмалахлени — административном центре местного муниципалитета в районе Нкангала южноафриканской провинции Мпумаланга в африканерской семье и выросла в шахтерском городке в семье тюремного надзирателя. Криль и двое её братьев и сестер получили образование в «Hoërskool General Hertzog».
Будучи студентом, Аннелин Криль жила в Huis Asterhof (ранее Vergeet-my-nie), изучая драму в Университете Претории. Во время учебы в ВУЗе она была коронована как «Тряпичная королева» и выиграла конкурс «Мисс Северный Трансвааль». В это время Криэль снялся в фильме «Сомер» (англ. «Somer») и телевизионной драме на языке африкаанс под названием «Сторибукморд» (англ. «Storieboekmoord»).
В 1974 году в возрасте 19 лет Аннелин Криэль выиграла титул «Мисс Южная Африка».
Вскоре она была удостоена титула «Мисс Мира 1974» после того, как изначально заняла второе место, когда Хелен Элизабет Морган из Великобритании, которая подверглась жёстким нападкам со стороны прессы ушла в отставку за то, что имела 18-ти месячного сына, хотя это не нарушало никаких правил конкурса (которые предусматривали только то, что участницы должны быть незамужними). СМИ также критиковали Криль, изображая её как лицо (белое) правительства апартеида. Организаторы не хотели скандала и через четыре дня уговорили Морган отказаться от титула, хотя официально это подавалось так: "в поддержку бойкота против апартеида Соединенное Королевство и Австралия отказались принять Криэль в рамках обязательного мирового турне конкурса «Мисс мира».
Валлийская певица Ширли Бэсси, судья конкурса, выразила протест против получения Криэлем награды ВМЕСТО Морган. Однако позже Соединенные Штаты Америки уступили, и Криэль разрешили выступать на национальном телевидении. В ЮАР её победа на конкурсе получила положительный отклик со стороны общественности и местных средств массовой информации. По окончании срока полномочий «Мисс Мира» А. Криэль стала работать моделью.
В марте 1976 года фотографии обнаженной Аннелин Криль, сделанные Роем Хиллигенном (англ. Roy Hilligenn), просочились в СМИ и появились на первой полосе «Sunday Times». В ряде источноков утверждается, что Хиллигенн продал изображения королевы красоты британской газете.
Криль пять лет проработала в Италии рекламируя пиво «Peroni» на телевидении и в журналах. Она также работала моделью в Париже и Нью-Йорке в агентстве «Johnny Casablanca Model Management». Работая во Франции и Италии А. Криль неплохо освоила местные разговорные языки.
Аннелин Криль стала лицом нескольких косметических брендов, занималась связями с общественностью и изучала драму в альма-матер. Она также снялась в нескольких кинофильмах на языке африкаанс, мыльных операх, театральных постановках и в боевике 1981 года режиссёра Айвана Холла (англ. Ivan Hall) «Убей ещё и ещё», который дебютировал под номером два в прокате США и являлся продолжением фильма «Убей или умри», съемки которого начались в июне 1980 года. Фильм снимался в Европе и США, а актерский состав преимущественно был из Южной Африки. Он был выпущен в Нью-Йорке 8 мая 1981 года и получил негативные отзывы от «Variety» и «The New York Times», которые сочли фильм «неинтересным» и с «ужасным сюжетом» соответственно.
В 1981 году Криэль выпустил поп-сингл «He Take Off My Romeos».
В 2017 году платье с заклепками Крюгерранд, которое Криль носила в качестве национального костюма на конкурсе «Мисс мира 1974», было выставлено на всеобщее обозрение на выставке в Музее драгоценных камней и ювелирных изделий «Prins & Prins Diamonds» в Кейптауне. В 2018 году Аннелин Криль добавила к выставке ещё одно вечернее платье, которое она носила на вечере упомянутого конкурса.
В 2018 году А. Криль посетила празднование 60-летия конкурса «Мисс Южная Африка» в родной Претории.
Аннелин Криль появлялась на обложке южноафриканского журнала «Huisgenoot» 33 раза.
В 1980 году она вернулась в Южную Африку из Нью-Йорка, чтобы выйти замуж за финансиста Сола Керцнера, который ранее был дважды женат (вторая его жена покончила с собой) и уже имел пятерых детей; через пять лет и их брак распался, а Керцнер в 2000 году обвенчался с Хизер Мерфи.
Криль обратилась в иудаизм под руководством раввина Мордехая Пирона в Швейцарии (в то время раввина Israelitische Cultusgemeinde Zürich (ICZ) — крупнейшей еврейской общины в стране).
В 1989 году А. Криль вновь вышла замуж за коневода-миллионера Филипа Такера,  в Йоханнесбурге где они и проживали; у пары было двое детей, Тайла и Уитни; этот брачный союз, как и первый, тоже просуществовал лишь пять лет.
28 марта 1996 года Аннелин Криль вновь вышла замуж на Питере Бэконе, генеральном директоре её бывшего мужа Сола Керцнера; пара в настоящее время проживает на Маврикии и продолжает сниматься в кино.

## Фильмография(англ.)
| Год       | Название                             | Роль              | Жанр       |
| --------- | ------------------------------------ | ----------------- | ---------- |
| 1973      | Storieboekmoord                      |                   | TV series  |
| 1974      | Somer                                | Linda du Preez    | Film       |
| 1976-1980 | Birra Peroni                         |                   | TV         |
| 1978      | Iemand Soos Jy                       | Roelien Allman    | Film       |
| 1981      | Kill and Kill Again                  | Kandy Kane        | Film       |
| 1981      | Oh George                            | Amanda            | TV series  |
| 1984      | The Wrong Time of the Year           | Ingrid Barnard    | Stage Play |
| 1985      | The Marriage-Go-Round                | Katrin            | Stage Play |
| 1985      | Van der Merwe P.I.                   | Angel Labuschagne | Film       |
| 1985      | Skoppensboer                         | Hedda Steger      | TV series  |
| 1987      | Ballade vir 'n Enkeling - 1st Season | Alicia Francke    | TV series  |
| 1989      | Veels Geluk Happy Returns            | Herself           | Talk show  |
| 1989      | The Tangent Affair                   | Venetia Tangent   | Film       |
| 1990      | Reason to Die                        | Lena Wallace      | Film       |
| 1999      | Make a Meal of It                    | Herself           | TV         |
| 2017      | Halfuur met Hanlie                   | Herself           | Talk Show  |
| 2019      | Tussen Ons                           | Herself           | Talk Show  |
| 2019      | ́n Huppel in die stap                 | Herself           | TV         |
| 2019      | Kwela                                | Herself           | Talk Show  |
| 2021      | KoppieTeefontein                     | Herself           | Talk Show  |
| 2023      | Bravo                                | Herself           | Talk Show  |